# Zlatohlávci (podčeleď)
Zlatohlávci (Cetoniinae) jsou podčeleď vrubounovitých brouků. Mnohé druhy jsou aktivní pouze ve dne a navštěvují květy rostlin za účelem sběru pylu a nektaru, nebo jen tak lezou po okvětních lístcích. Je známo kolem 4000 druhů, další zůstávají pravděpodobně dodnes nepopsány.
Šest tribů je lehce rozpoznatelných: Stenotarsiini, Schizorhinini, Gymnetini, Goliathini, Cetoniini a Cremastocheilini, poslední čtyři se vyskytují na americkém kontinentu. Tribus Gymnetini je největší z amerických tribů a Goliathini se tam vyskytují pouze na jihu Severní Ameriky.

## Galerie

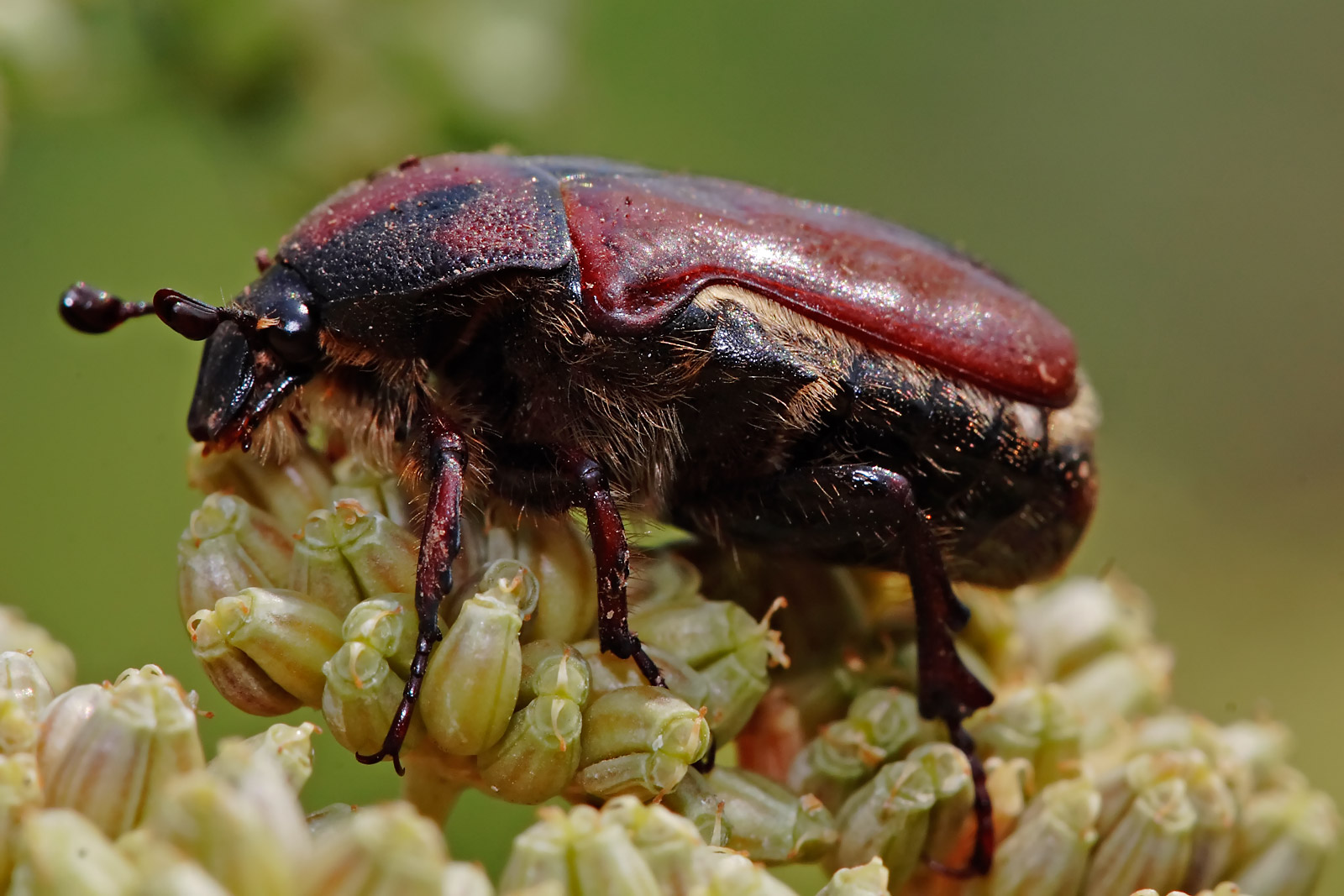
Chondropyga dorsalis
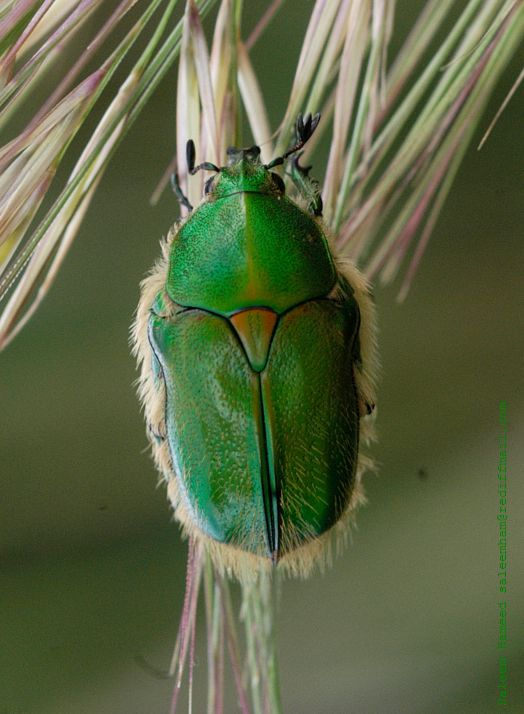
Chiloloba acuta
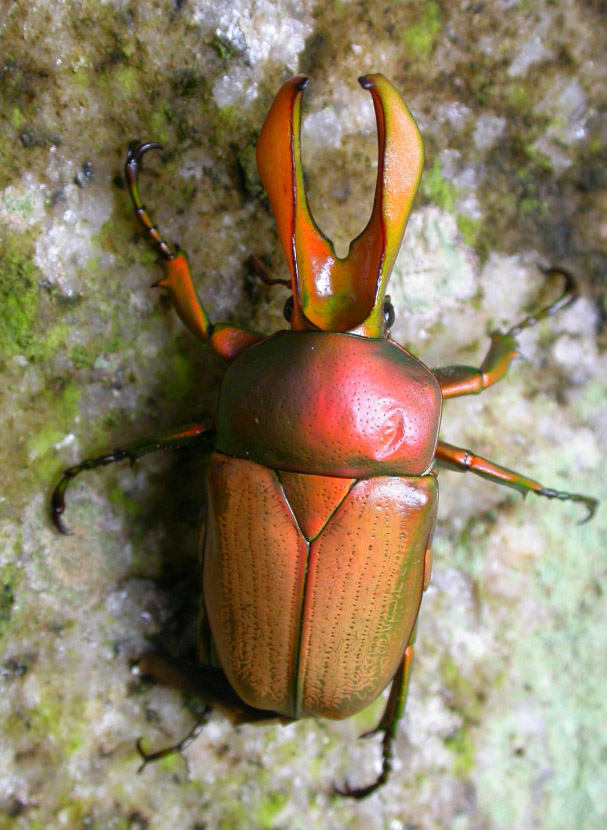
samec Narycius opalus
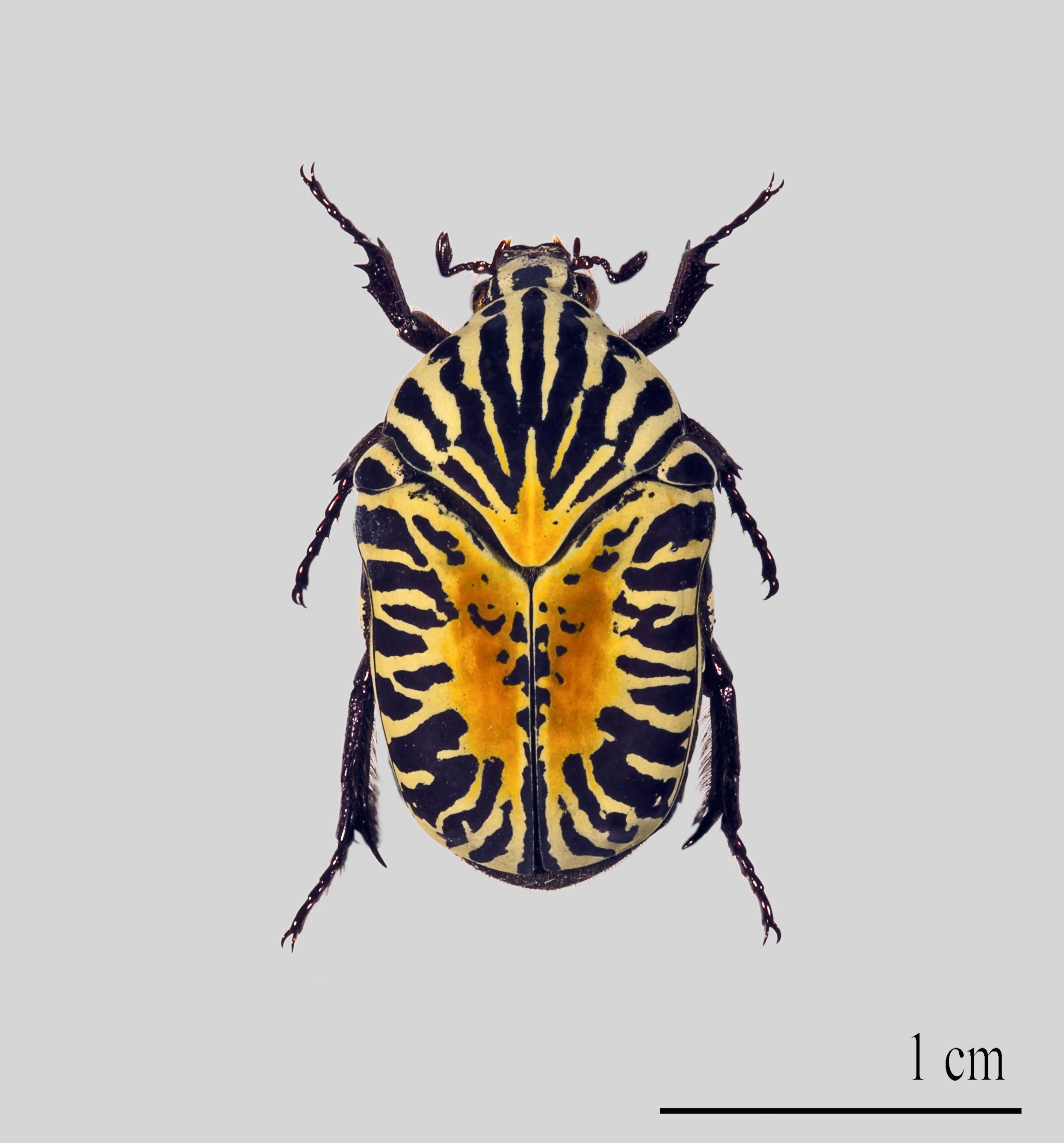
Gymnetis stellata